# Noord-Ierland op het Europees kampioenschap voetbal 2016
Noord-Ierland was een van de deelnemende landen aan het Europees kampioenschap voetbal 2016 in Frankrijk. Het was de eerste keer dat het land deelnam aan een EK voetbal. Noord-Ierland werd in de achtste finale uitgeschakeld door Wales.

## Kwalificatie

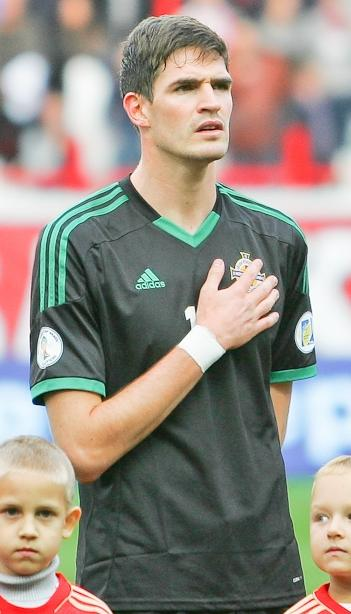
Kyle Lafferty scoorde zeven keer in de kwalificatiecampagne.

Noord-Ierland werd in de kwalificatiecampagne voor het Europees kampioenschap ondergebracht in Groep F, samen met Finland, Griekenland, Roemenië, Hongarije en de Faeröer.
De Noord-Ieren begonnen uitstekend aan de kwalificatiecampagne. Op 7 september ging Noord-Ierland in Hongarije met 1-2 winnen. Het elftal van bondscoach Michael O'Neill kwam in de 75e minuut op achterstand, maar wist alsnog drie punten uit de brand te slepen dankzij late goals van Niall McGinn en Kyle Lafferty.
Een maand later won Noord-Ierland voor eigen volk met 2-0 van de Faeröer via doelpunten van Gareth McAuley en opnieuw Lafferty. Vier dagen later volgde de uitwedstrijd tegen Griekenland, dat op dat moment één punt had verzameld. De Noord-Ieren wonnen met 0-2 dankzij goals van Jamie Ward en topscorer Lafferty.
Precies een maand later, op 14 november 2014, verloor Noord-Ierland voor het eerst punten. Het team van O'Neill verloor in Boekarest met 2-0 van Roemenië. Paul Papp scoorde in het slotkwartier twee doelpunten voor het thuisland. Door de zege sprong Roemenië over Noord-Ierland naar de eerste plaats in groep F.
In het kalenderjaar 2015 ging Noord-Ierland op zijn elan door. Het won op 29 maart voor eigen volk met 2-1 van Finland dankzij de vierde en vijfde kwalificatietreffer van Lafferty. Twee maanden later kwam leider Roemenië op bezoek. Het duel om de eerste plaats eindigde in een scoreloos gelijkspel.
In september 2015 eiste Noord-Ierland de leidersplaats opnieuw op. Eerst werd er met 1-3 gewonnen van de Faeröer dankzij een doelpunt van Lafferty en twee treffers van McAuley. Nadien speelde het elftal van O'Neill in Belfast tegen Hongarije. Bij een zege waren de Noord-Ieren gekwalificeerd. De Hongaren kwamen 0-1 voor en zagen nadien hoe Noord-Ierland met tien man verder moest door de uitsluiting van Chris Baird. De middenvelder beging twee overtredingen, maar scheidsrechter Cüneyt Çakır gaf bij de eerste balvoordeel. Na de fase kreeg Baird van Cakir twee gele kaarten. In de 93e minuut sleepte Lafferty alsnog een punt uit de brand. Doordat Roemenië in september slechts twee punten uit evenveel wedstrijden verzamelde, werd Noord-Ierland opnieuw eerste in groep F.
Op 8 oktober 2015 wist Noord-Ierland zich voor de eerste keer in de geschiedenis te kwalificeren voor het EK. Het won voor eigen volk overtuigend met 3-1 van Griekenland. Doelpunten van Steven Davis (2x) en Josh Magennis verzekerden het land van deelname. Op de slotspeeldag speelden de Noord-Ieren gelijk tegen Finland. Het werd in Helsinki 1-1 na een doelpunt van Craig Cathcart.

### Kwalificatieduels
| 7 september 2014 | Hongarije     | 1 – 2 | Noord-Ierland |
| 11 oktober 2014  | Noord-Ierland | 2 – 0 | Faeröer       |
| 14 oktober 2014  | Griekenland   | 0 – 2 | Noord-Ierland |
| 14 november 2014 | Roemenië      | 2 – 0 | Noord-Ierland |
| 29 maart 2015    | Noord-Ierland | 2 – 1 | Finland       |
| 13 juni 2015     | Noord-Ierland | 0 – 0 | Roemenië      |
| 4 september 2015 | Faeröer       | 1 – 2 | Noord-Ierland |
| 7 september 2015 | Noord-Ierland | 1 – 1 | Hongarije     |
| 8 oktober 2015   | Noord-Ierland | 3 – 1 | Griekenland   |
| 11 oktober 2015  | Finland       | 1 – 1 | Noord-Ierland |

### Stand groep F
| Nr. | Land          | GW | W | G | V | DV | DT | DS  | Ptn |
| --- | ------------- | -- | - | - | - | -- | -- | --- | --- |
| 1   | Noord-Ierland | 10 | 6 | 3 | 1 | 16 | 8  | +8  | 21  |
| 2   | Roemenië      | 10 | 5 | 5 | 0 | 11 | 2  | +9  | 20  |
| 3   | Hongarije     | 10 | 4 | 4 | 2 | 11 | 9  | +2  | 16  |
| 4   | Finland       | 10 | 3 | 3 | 4 | 9  | 10 | -1  | 12  |
| 5   | Faeröer       | 10 | 2 | 0 | 8 | 6  | 17 | -11 | 6   |
| 6   | Griekenland   | 10 | 1 | 3 | 6 | 7  | 14 | -7  | 6   |

## EK-voorbereiding

### Wedstrijden
|                                                   |               |       |         |                                                                                               |
| 13 november 2015 «onderlinge duels» 20:45 (UTC+1) | Noord-Ierland | 1 – 0 | Letland | Windsor Park, Belfast Toeschouwers: 11.707 Scheidsrechter: Mohammed Al-Hoaish (Saoedi-Arabië) |
| 13 november 2015 «onderlinge duels» 20:45 (UTC+1) | Davis 55'     |       |         | Windsor Park, Belfast Toeschouwers: 11.707 Scheidsrechter: Mohammed Al-Hoaish (Saoedi-Arabië) |

|                                                |                   |       |               |                                                                         |
| 24 maart 2016 «onderlinge duels» 20:45 (UTC+1) | Wales             | 1 – 1 | Noord-Ierland | Cardiff City Stadium, Cardiff Scheidsrechter: Steven McLean (Schotland) |
| 24 maart 2016 «onderlinge duels» 20:45 (UTC+1) | Church 89' (pen.) |       | 60' Cathcart  | Cardiff City Stadium, Cardiff Scheidsrechter: Steven McLean (Schotland) |

|                                                |                |       |          |                                                                                    |
| 28 maart 2016 «onderlinge duels» 20:45 (UTC+2) | Noord-Ierland  | 1 – 0 | Slovenië | Windsor Park, Belfast Toeschouwers: 13.500 Scheidsrechter: Kristo Tohver (Estland) |
| 28 maart 2016 «onderlinge duels» 20:45 (UTC+2) | Washington 41' |       |          | Windsor Park, Belfast Toeschouwers: 13.500 Scheidsrechter: Kristo Tohver (Estland) |

|                                              |                                      |       |             |                                                                  |
| 27 mei 2016 «onderlinge duels» 20:45 (UTC+2) | Noord-Ierland                        | 3 – 0 | Wit-Rusland | Windsor Park, Belfast Scheidsrechter: Martin Atkinson (Engeland) |
| 27 mei 2016 «onderlinge duels» 20:45 (UTC+2) | Lafferty 6' Washington 44' Grigg 88' |       |             | Windsor Park, Belfast Scheidsrechter: Martin Atkinson (Engeland) |

|                                              |           |       |               |                                                                              |
| 4 juni 2016 «onderlinge duels» 18:00 (UTC+2) | Slowakije | 0 – 0 | Noord-Ierland | Štadión Antona Malatinského, Trnava Scheidsrechter: Radu Petrescu (Roemenië) |
| 4 juni 2016 «onderlinge duels» 18:00 (UTC+2) |           |       |               | Štadión Antona Malatinského, Trnava Scheidsrechter: Radu Petrescu (Roemenië) |

## Het Europees kampioenschap
De loting vond op 12 december 2015 plaats in Parijs. Noord-Ierland werd ondergebracht in groep C, samen met Duitsland, Oekraïne en Polen.
Noord-Ierland verloor het eerste groepsduel met 0-1 van Polen. Arkadiusz Milik schoot op aangeven van Jakub Błaszczykowski in de 51e minuut het enige doelpunt van de wedstrijd binnen vanuit het strafschopgebied. Noord-Ierland won vervolgens de tweede groepswedstrijd, van Oekraïne. Gareth McAuley kopte de ploeg in de 49e minuut op 1-0 nadat Oliver Norwood de bal vanuit een vrije trap voor het doel bracht. Niall McGinn bepaalde de eindstand in de laatste minuut van de blessuretijd op 2-0. Nadat het doelman Andrij Pjatov niet lukte om een schot van Stuart Dallas vast te pakken, schoot hij de afvallende bal vanaf de rand van het doelgebied binnen. In de derde groepswedstrijd werd één doelpunt van Duitsland de Noord-Ieren fataal: 0-1. De Duitse aanvaller Mario Gómez tikte net voor het halfuur een pass van Mesut Özil in een keer door naar Thomas Müller. Die liep het strafschopgebied in, waarna hij de bal teruglegde en Gómez in de 29e minuut kon scoren. Noord-Ierland eindigde zo met drie punten als nummer drie in de poule. Later op de dag bleek dat dit in combinatie met het neutrale doelsaldo voldoende was om als een van de vier beste nummers drie van het toernooi door te gaan naar de achtste finales.
Noord-Ierland nam het in haar achtste finale op tegen Wales, de winnaar van groep B. Eén doelpunt besliste de wedstrijd, een eigen goal van de Noord-Ieren in de 75e minuut: 0-1. Welshman Aaron Ramsey gaf de bal mee aan Gareth Bale, die vanaf de linkerkant van het Noord-Ierse strafschopgebied een voorzet gaf. McAuley probeerde te verhinderen dat de bal de ingevallen Hal Robson-Kanu bereikte, maar werkte die daarbij zelf per ongeluk in het doel. Daarmee zat het toernooi er voor Noord-Ierland op.

### Uitrustingen
| Thuis | Uit | Doelman |

### Technische staf
|                 |                        |
| Functie         | Naam                   |
| Bondscoach      | Michael O'Neill (foto) |
| Assistent-coach | Jimmy Nicholl          |
| Keeperstrainer  | Fred Barber            |

### Selectie en statistieken
| Nr. | Naam             | Geboortedatum | GW |   |   |   |   |   |   | Club                 | Positie(s) |
| --- | ---------------- | ------------- | -- | - | - | - | - | - | - | -------------------- | ---------- |
| 1   | Michael McGovern | 12-07-1984    | 4  | 0 | 0 | 0 | 0 | 0 | 0 | Hamilton Academical  | GK         |
| 2   | Conor McLaughlin | 26-07-1991    | 1  | 0 | 0 | 0 | 0 | 0 | 0 | Fleetwood Town       | RB         |
| 3   | Shane Ferguson   | 12-07-1991    | 1  | 0 | 0 | 0 | 0 | 0 | 1 | Millwall             | LW, LB     |
| 4   | Gareth McAuley   | 05-12-1979    | 4  | 1 | 0 | 0 | 0 | 0 | 1 | West Bromwich Albion | CB, RB, LB |
| 5   | Jonny Evans      | 03-01-1988    | 4  | 0 | 1 | 0 | 0 | 0 | 0 | West Bromwich Albion | CB, LB, RB |
| 6   | Chris Baird      | 25-02-1982    | 1  | 0 | 0 | 0 | 0 | 0 | 1 | Derby County         | DM, RB, LB |
| 7   | Niall McGinn     | 20-07-1987    | 3  | 1 | 0 | 0 | 0 | 3 | 0 | Aberdeen             | LW, RW     |
| 8   | Steven Davis     | 01-01-1985    | 4  | 0 | 1 | 0 | 0 | 0 | 0 | Southampton          | CM, AM, RM |
| 9   | Will Grigg       | 03-07-1991    | 0  | 0 | 0 | 0 | 0 | 0 | 0 | Wigan Athletic       | CF, LW     |
| 10  | Kyle Lafferty    | 16-09-1987    | 3  | 0 | 0 | 0 | 0 | 1 | 0 | Birmingham City      | CF, RW, LW |
| 11  | Conor Washington | 18-05-1992    | 4  | 0 | 0 | 0 | 0 | 2 | 2 | Queens Park Rangers  | CF, LW, RW |
| 12  | Roy Carroll      | 30-09-1977    | 0  | 0 | 0 | 0 | 0 | 0 | 0 | Notts County         | GK         |
| 13  | Corry Evans      | 17-07-1990    | 3  | 0 | 0 | 0 | 0 | 0 | 2 | Blackburn Rovers     | CM, DM, RM |
| 14  | Stuart Dallas    | 19-04-1991    | 4  | 0 | 2 | 0 | 0 | 1 | 0 | Leeds United         | LW, RW, AM |
| 15  | Luke McCullough  | 15-02-1994    | 0  | 0 | 0 | 0 | 0 | 0 | 0 | Doncaster Rovers     | CB, RB     |
| 16  | Oliver Norwood   | 12-04-1991    | 4  | 0 | 0 | 0 | 0 | 0 | 1 | Reading              | CM         |
| 17  | Patrick McNair   | 27-04-1995    | 2  | 0 | 0 | 0 | 0 | 1 | 1 | Manchester United    | CB, RB, CM |
| 18  | Aaron Hughes     | 08-11-1979    | 3  | 0 | 0 | 0 | 0 | 0 | 0 | Melbourne City       | CB, RB     |
| 19  | Jamie Ward       | 12-05-1986    | 4  | 0 | 1 | 0 | 0 | 1 | 3 | Nottingham Forest    | LW, RW, CF |
| 20  | Craig Cathcart   | 06-02-1989    | 4  | 0 | 1 | 0 | 0 | 0 | 0 | Watford              | CB, RB     |
| 21  | Josh Magennis    | 15-05-1990    | 3  | 0 | 0 | 0 | 0 | 2 | 1 | Kilmarnock           | CF, RW     |
| 22  | Lee Hodson       | 02-10-1991    | 0  | 0 | 0 | 0 | 0 | 0 | 0 | Milton Keynes Dons   | RB, LB     |
| 23  | Alan Mannus      | 19-05-1982    | 0  | 0 | 0 | 0 | 0 | 0 | 0 | St. Johnstone        | GK         |

### Wedstrijden
| Nr. | Land          | GW | W | G | V | DV | DT | DS | Ptn |
| --- | ------------- | -- | - | - | - | -- | -- | -- | --- |
| 1   | Duitsland     | 3  | 2 | 1 | 0 | 3  | 0  | +3 | 7   |
| 2   | Polen         | 3  | 2 | 1 | 0 | 2  | 0  | +2 | 7   |
| 3   | Noord-Ierland | 3  | 1 | 0 | 2 | 2  | 2  | 0  | 3   |
| 4   | Oekraïne      | 3  | 0 | 0 | 3 | 0  | 5  | -5 | 0   |

#### Groepsfase
|                                               |           |       |               |                                                                                      |
| 12 juni 2016 «onderlinge duels» 18:00 (UTC+2) | Polen     | 1 – 0 | Noord-Ierland | Allianz Riviera, Nice Toeschouwers: 33.742 Scheidsrechter: Ovidiu Haţegan (Roemenië) |
| 12 juni 2016 «onderlinge duels» 18:00 (UTC+2) | Milik 51' |       |               | Allianz Riviera, Nice Toeschouwers: 33.742 Scheidsrechter: Ovidiu Haţegan (Roemenië) |

| Polen | Noord-Ierland |

| Polen:         |    |                      |         |
|                |    |                      |         |
| GK             | 1  | Wojciech Szczęsny    |         |
| RB             | 20 | Łukasz Piszczek      | 89'     |
| CB             | 15 | Kamil Glik           |         |
| CB             | 2  | Michał Pazdan        |         |
| LB             | 3  | Artur Jędrzejczyk    |         |
| RW             | 16 | Jakub Błaszczykowski | 80'     |
| CM             | 10 | Grzegorz Krychowiak  |         |
| CM             | 5  | Krzysztof Mączyński  | 78'     |
| LW             | 21 | Bartosz Kapustka     | 65' 88' |
| AM             | 7  | Arkadiusz Milik      |         |
| CF             | 9  | Robert Lewandowski   |         |
| Wisselspelers: |    |                      |         |
| MF             | 6  | Tomasz Jodłowiec     | 78'     |
| MF             | 11 | Kamil Grosicki       | 80'     |
| MF             | 17 | Sławomir Peszko      | 88'     |
| Coach:         |    |                      |         |
| Adam Nawałka   |    |                      |         |

| Noord-Ierland:  |    |                  |     |
|                 |    |                  |     |
| GK              | 1  | Michael McGovern |     |
| RWB             | 2  | Conor McLaughlin |     |
| CB              | 20 | Craig Cathcart   | 69' |
| CB              | 4  | Gareth McAuley   |     |
| CB              | 5  | Jonny Evans      |     |
| LWB             | 3  | Shane Ferguson   | 66' |
| DM              | 6  | Chris Baird      | 76' |
| CM              | 8  | Steven Davis     |     |
| CM              | 16 | Oliver Norwood   |     |
| AM              | 17 | Patrick McNair   | 46' |
| CF              | 10 | Kyle Lafferty    |     |
| Wisselspelers:  |    |                  |     |
| MF              | 14 | Stuart Dallas    | 46' |
| FW              | 11 | Conor Washington | 66' |
| FW              | 19 | Jamie Ward       | 76' |
| Coach:          |    |                  |     |
| Michael O'Neill |    |                  |     |

Man van de wedstrijd:

 Grzegorz Krychowiak

|                                               |          |                          |               |                                                                                         |
| 16 juni 2016 «onderlinge duels» 18:00 (UTC+2) | Oekraïne | 0 – 2                    | Noord-Ierland | Stade des Lumières, Lyon Toeschouwers: 51.043 Scheidsrechter: Pavel Královec (Tsjechië) |
| 16 juni 2016 «onderlinge duels» 18:00 (UTC+2) |          | 49' McAuley 90+6' McGinn |               | Stade des Lumières, Lyon Toeschouwers: 51.043 Scheidsrechter: Pavel Královec (Tsjechië) |

| Oekraïne | Noord-Ierland |

| Oekraïne:        |    |                        |         |
|                  |    |                        |         |
| GK               | 1  | Andrij Pjatov          |         |
| RB               | 17 | Artem Fedetskyi        |         |
| CB               | 3  | Jevhen Chatsjeridi     |         |
| CB               | 20 | Jaroslav Rakitskiy     |         |
| LB               | 13 | Vjatsjeslav Sjevtsjoek |         |
| CM               | 16 | Serhiy Sydortsjoek     | 67' 76' |
| CM               | 6  | Taras Stepanenko       |         |
| AM               | 9  | Viktor Kovalenko       | 83'     |
| RW               | 7  | Andriy Yarmolenko      |         |
| CF               | 11 | Jevhen Seleznjov       | 40' 72' |
| LW               | 10 | Jevhen Konopljanka     |         |
| Wisselspelers:   |    |                        |         |
| FW               | 8  | Roman Zozoelja         | 72'     |
| MF               | 19 | Denys Harmasj          | 76'     |
| MF               | 21 | Oleksandr Zintsjenko   | 88'     |
| Coach:           |    |                        |         |
| Michajlo Fomenko |    |                        |         |

| Noord-Ierland:  |    |                  |         |
|                 |    |                  |         |
| GK              | 1  | Michael McGovern |         |
| RB              | 18 | Aaron Hughes     |         |
| CB              | 20 | Craig Cathcart   |         |
| CB              | 4  | Gareth McAuley   |         |
| LB              | 5  | Jonny Evans      | 90+5'   |
| RW              | 19 | Jamie Ward       | 63' 69' |
| CM              | 8  | Steven Davis     |         |
| DM              | 13 | Corry Evans      | 90+3'   |
| CM              | 16 | Oliver Norwood   |         |
| LW              | 14 | Stuart Dallas    | 87'     |
| CF              | 11 | Conor Washington | 84'     |
| Wisselspelers:  |    |                  |         |
| MF              | 7  | Niall McGinn     | 69'     |
| FW              | 21 | Josh Magennis    | 84'     |
| DF              | 17 | Patrick McNair   | 90+3'   |
| Coach:          |    |                  |         |
| Michael O'Neill |    |                  |         |

Man van de wedstrijd:

 Gareth McAuley

|                                               |               |           |           |                                                                     |
| 21 juni 2016 «onderlinge duels» 18:00 (UTC+2) | Noord-Ierland | 0 – 1     | Duitsland | Parc des Princes, Parijs Scheidsrechter: Clément Turpin (Frankrijk) |
| 21 juni 2016 «onderlinge duels» 18:00 (UTC+2) |               | 29' Gómez |           | Parc des Princes, Parijs Scheidsrechter: Clément Turpin (Frankrijk) |

| Noord-Ierland | Duitsland |

| Noord-Ierland:  |    |                  |     |
|                 |    |                  |     |
| GK              | 1  | Michael McGovern |     |
| RB              | 18 | Aaron Hughes     |     |
| CB              | 20 | Craig Cathcart   |     |
| CB              | 4  | Gareth McAuley   |     |
| LB              | 5  | Jonny Evans      |     |
| RW              | 19 | Jamie Ward       | 70' |
| CM              | 8  | Steven Davis     |     |
| DM              | 13 | Corry Evans      | 84' |
| CM              | 16 | Oliver Norwood   |     |
| LW              | 14 | Stuart Dallas    |     |
| CF              | 11 | Conor Washington | 59' |
| Wisselspelers:  |    |                  |     |
| FW              | 10 | Kyle Lafferty    | 59' |
| FW              | 21 | Josh Magennis    | 70' |
| MF              | 7  | Niall McGinn     | 84' |
| Coach:          |    |                  |     |
| Michael O'Neill |    |                  |     |

| Duitsland:     |    |                        |     |
|                |    |                        |     |
| GK             | 1  | Manuel Neuer           |     |
| RB             | 21 | Joshua Kimmich         |     |
| CB             | 17 | Jérôme Boateng         | 76' |
| CB             | 5  | Mats Hummels           |     |
| LB             | 3  | Jonas Hector           |     |
| CM             | 6  | Sami Khedira           | 69' |
| CM             | 18 | Toni Kroos             |     |
| AM             | 8  | Mesut Özil             |     |
| RW             | 13 | Thomas Müller          |     |
| CF             | 23 | Mario Gómez            |     |
| LW             | 19 | Mario Götze            | 55' |
| Wisselspelers: |    |                        |     |
| MF             | 9  | André Schürrle         | 55' |
| MF             | 7  | Bastian Schweinsteiger | 69' |
| DF             | 4  | Benedikt Höwedes       | 76' |
| Joachim Löw    |    |                        |     |

Man van de wedstrijd:

 Mesut Özil

#### Achtste finale
|                                               |                    |       |               |                                                                                          |
| 25 juni 2016 «onderlinge duels» 18:00 (UTC+2) | Wales              | 1 – 0 | Noord-Ierland | Parc des Princes, Parijs Toeschouwers: 44.342 Scheidsrechter: Martin Atkinson (Engeland) |
| 25 juni 2016 «onderlinge duels» 18:00 (UTC+2) | McAuley 75' (e.d.) |       |               | Parc des Princes, Parijs Toeschouwers: 44.342 Scheidsrechter: Martin Atkinson (Engeland) |

| Wales | Noord-Ierland |

| Wales:         |    |                   |       |
|                |    |                   |       |
| GK             | 1  | Wayne Hennessey   |       |
| CB             | 5  | James Chester     |       |
| CB             | 6  | Ashley Williams   |       |
| CB             | 4  | Ben Davies        |       |
| RM             | 2  | Chris Gunter      |       |
| CM             | 7  | Joe Allen         |       |
| CM             | 16 | Joe Ledley        | 63'   |
| LM             | 3  | Neil Taylor       | 58'   |
| AM             | 10 | Aaron Ramsey      | 90+4' |
| AM             | 11 | Gareth Bale       |       |
| CF             | 18 | Sam Vokes         | 55'   |
| Wisselspelers: |    |                   |       |
| FW             | 9  | Hal Robson-Kanu   | 55'   |
| MF             | 20 | Jonathan Williams | 63'   |
| Coach:         |    |                   |       |
| Chris Coleman  |    |                   |       |

| Noord-Ierland:  |    |                  |     |
|                 |    |                  |     |
| GK              | 1  | Michael McGovern |     |
| RB              | 18 | Aaron Hughes     |     |
| CB              | 20 | Craig Cathcart   |     |
| CB              | 4  | Gareth McAuley   | 84' |
| LB              | 5  | Jonny Evans      |     |
| RW              | 19 | Jamie Ward       | 69' |
| CM              | 8  | Steven Davis     | 67' |
| DM              | 13 | Corry Evans      |     |
| CM              | 16 | Oliver Norwood   | 79' |
| LW              | 14 | Stuart Dallas    | 44' |
| CF              | 10 | Kyle Lafferty    |     |
| Wisselspelers:  |    |                  |     |
| FW              | 11 | Conor Washington | 69' |
| MF              | 7  | Niall McGinn     | 79' |
| FW              | 21 | Josh Magennis    | 84' |
| Coach:          |    |                  |     |
| Michael O'Neill |    |                  |     |

Man van de wedstrijd:

 Gareth Bale
IFA · A-internationals · Selecties · Bondscoaches · Noord-Iers vrouwenelftal · Brits olympisch elftal · N-Ierland U21 · N-Ierland U20 · N-Ierland U19 · N-Ierland U18 · N-Ierland U17 · N-Ierland U16
1882 – 1899 ·
1900 – 1919 ·
1920 – 1929 ·
1930 – 1939 ·
1940 – 1949 ·
1950 – 1959 ·
1960 – 1969 ·
1970 – 1979 ·
1980 – 1989 ·
1990 – 1999 ·
2000 – 2009 ·
2010 – 2019 ·
2020 – 2029
EK 2016
WK 1958 · 
WK 1982 · 
WK 1986
1921 · 
1922 · 
1923 · 
1924 · 
1925 · 
1926 · 
1927 · 
1928 · 
1929 · 
1930 · 
1931 · 
1932 · 
1933 · 
1934 · 
1935 · 
1936 · 
1937 · 
1938 · 
1939 · 
1940 · 1941 · 1942 · 1943 · 1944 · 1945 · 
1946 · 
1947 · 
1948 · 
1949 · 
1950 · 
1952 · 
1952 · 
1953 · 
1954 · 
1955 · 
1956 · 
1957 · 
1958 · 
1959 · 
1960 · 
1961 · 
1962 · 
1963 · 
1964 · 
1965 · 
1966 · 
1967 · 
1968 · 
1969 · 
1970 · 
1971 · 
1972 · 
1973 · 
1974 · 
1975 · 
1976 · 
1977 · 
1978 · 
1979 · 
1980 · 
1981 · 
1982 · 
1983 · 
1984 · 
1985 · 
1986 · 
1987 · 
1988 · 
1989 · 
1990 ·
1991 · 
1992 · 
1993 · 
1994 · 
1995 · 
1996 · 
1997 · 
1998 · 
1999 · 
2000 · 
2001 · 
2002 · 
2003 · 
2004 · 
2005 · 
2006 · 
2007 · 
2008 · 
2009 · 
2010 · 
2011 · 
2012 · 
2013 · 
2014 · 
2015 · 
2016 · 
2017 · 
2018 · 
2019 · 
2020 · 
2021 ·
2022 ·
2023 ·
2024
Albanië ·
Algerije ·
Andorra ·
Argentinië ·
Armenië ·
Australië ·
Azerbeidzjan ·
Barbados ·
België ·
Bosnië en Herzegovina ·
Brazilië ·
Bulgarije ·
Canada ·
Chili ·
Colombia ·
Costa Rica ·
Cyprus ·
Denemarken ·
Duitsland ·
Engeland ·
Estland ·
Faeröer ·
Finland ·
Frankrijk ·
Georgië · 
Griekenland ·
Honduras ·
Hongarije ·
Ierland ·
IJsland ·
Israël ·
Italië ·
Joegoslavië ·
Kazachstan ·
Kosovo ·
Kroatië ·
Letland ·
Liechtenstein ·
Litouwen ·
Luxemburg · 
Malta ·
Marokko ·
Mexico ·
Moldavië ·
Montenegro ·
Nederland ·
Nieuw-Zeeland ·
Noorwegen ·
Oekraïne ·
Oostenrijk ·
Panama ·
Polen ·
Portugal ·
Qatar ·
Roemenië ·
Rusland ·
Saint Kitts en Nevis ·
San Marino ·
Schotland ·
Servië ·
Servië en Montenegro ·
Slovenië ·
Slowakije ·
Sovjet-Unie ·
Spanje ·
Thailand ·
Trinidad en Tobago ·
Tsjechië ·
Tsjecho-Slowakije ·
Turkije ·
Uruguay ·
Verenigde Staten ·
Wales ·
Wit-Rusland · 
Zuid-Korea ·
Zweden ·
Zwitserland
Frankrijk (1982) · Oekraïne (2016) · Oostenrijk (1982) · Polen (2016)